# .htaccess
Az .htaccess [éjcs-tí-ekszessz] fájl egy könyvtárszintű konfigurációs fájl, a legtöbb webszerveren megtalálható. A benne foglalt direktívák a .htaccess fájlt tartalmazó mappára és az egész almappastruktúrára érvényesek.

## Használata
- Hitelesítés: .htpasswd fájllal társítva a webszerver egyes állományainak eléréséhez jelszót állíthatunk be.
- URL-ek átírása: a .htaccess képes az URI szerkezetének teljes átalakítására, keresőbarát URL-ek beállítására az Apache mod_rewrite.c moduljának segítségével.[1]
- Blokkolás: kitilthatunk látogatókat IP cím, vagy IP címtartomány szerint, ugyanígy korlátozhatjuk a hozzáférést a szerver egyes állományaihoz egy-egy IP címre vagy tartományra.
- MIME: megadhatjuk, hogy a szerver hogyan kezeljen különböző állománytípusokat
- Caching: beállíthatunk segítségével gyorsítótárazást
- Tömörítés: megadhatjuk benne, hogy bizonyos típusú állományokat tömörítve küldjön a kliensnek
- Egyéb: meghatározhatjuk a szerver válaszát abban az esetben, ha nincs elérhető tartalom

## Előnyei
- Mivel az .htaccess fájl minden kéréskor elküldésre kerül, a változások azonnal életbe lépnek.
- Hosztingcégek esetében nem szükséges a felhasználónak hozzáférnie az egész szerver konfigurációjához, hogy módosítson valamit, hiszen a rá vonatkozó változtatásokat megteheti a .htaccess fájlban.

## Hátrányai
- A httpd.conf fájllal helyettesíthető, mely már gyorsítótárazható, így a .htaccess kikerülésével spórolhatunk valamennyi adatforgalmat.